# Tamara Tyškevičová
Tamara Tyškevičová (Тамара Андреевна Тышкевич) (31. března 1931 Vitebsk – 27. prosince 1997 Petrohrad) byla sovětská atletka, olympijská vítězka ve vrhu koulí.

## Sportovní kariéra
V 21 letech startovala na olympiádě v Helsinkách v roce 1952, kde se v soutěži koulařek umístila na čtvrtém místě. O dva roky později získala na evropském šampionátu v Bernu bronzovou medaili. Životním úspěchem bylo pro ni olympijské zlato v koulařském finále v Melbourne v roce 1956, kde zvítězila v novém olympijském rekordu 16,59 m. V roce 1958 na mistrovství Evropy ve Stockholmu vybojovala ve vrhu koulí stříbrnou medaili.